# 富蕴黄耆
富蕴黄耆（学名：Astragalus majevskianus）为豆科黄芪属的植物。分布于哈萨克斯坦、西伯利亚以及中国大陆的新疆等地，生长于海拔1,600米的地区，见于山坡，目前尚未由人工引种栽培。

## 别名
哈巴河黄芪（植物研究）